# Pracovní akce mládeže

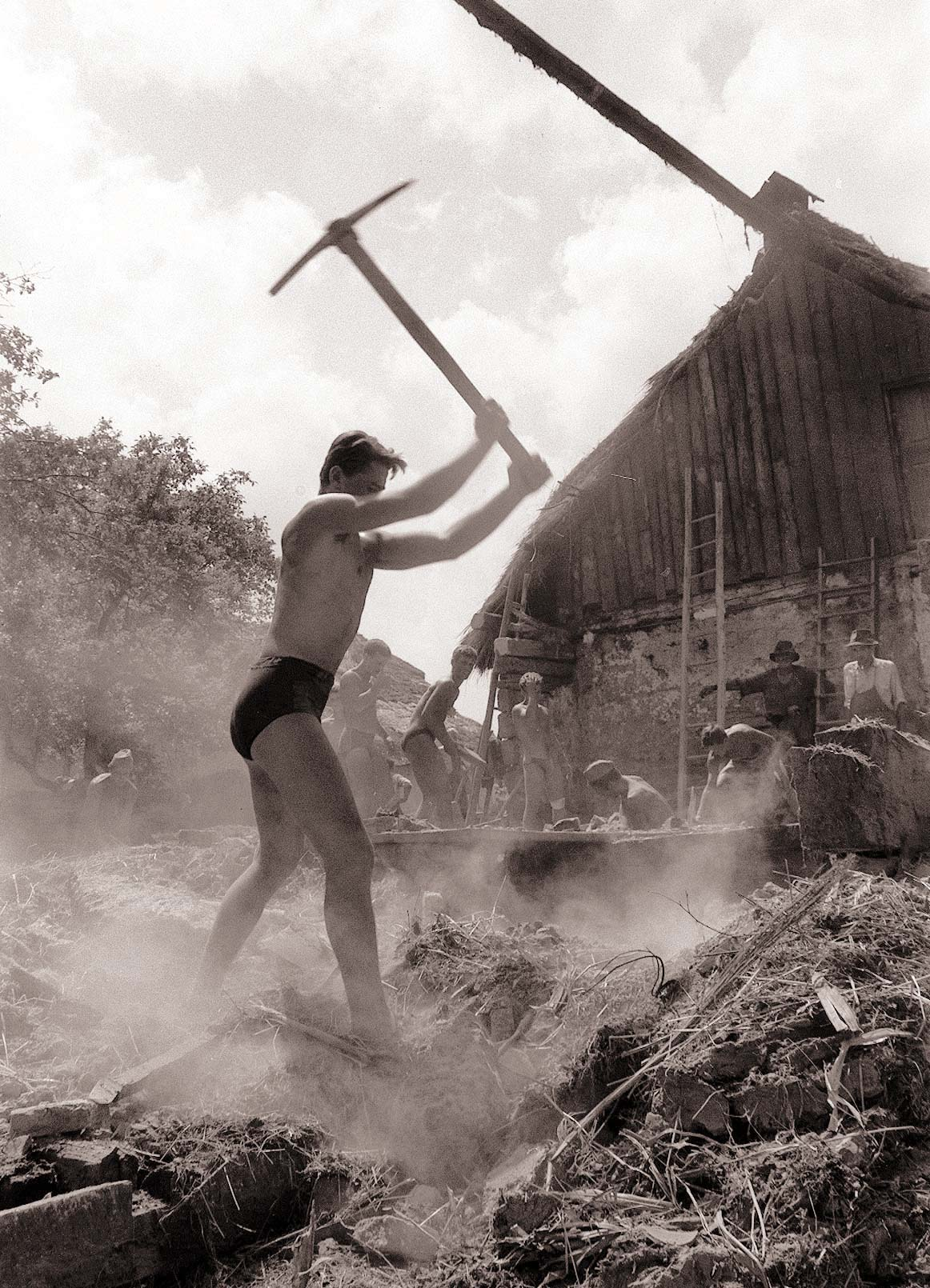
Rekonstrukce silnice poblíž Lenartu ve Slovinsku.

Pracovní akce mládeže (srbochorvatsky v latince Omladinska radna akcija, v cyrilici Омладинска радна акција) byly masové akce jugoslávské mládeže, a to jak během druhé světové války, tak i po jejím skončení (během existence socialistické Jugoslávie). Cílem akcí byla obnova a výstavba infrastruktury.

## Vývoj

### Druhá světová válka
Jugoslávská mládež byla již v začátcích partyzánského boje vedena mládežnickými organizacemi (SKOJ, USAOJ) k shromažďování zbraní a pomáhání bojů proti okupantům. Později pomáhali také se sbíráním oblečení, paliva (dřeva). Mládežnické brigády za války rovněž během válečných let pomáhaly se sklizněmi obilí a kukuřice.

### Po skončení války
Obnova válkou poničené Jugoslávie byla pro novou komunistickou vládu prioritou číslo jedna. Většinou byly brigády mobilizovány v jižních a východních částech země. Přestože byly některé větší projekty realizovány i na území Slovinska (například hliníkárny aj.), měly severní republiky země více prostředků pro vlastní obnovu. V hornatých jižních částech Jugoslávie, jako například v Bosně a Hercegovině nebo Černé Hoře měl rozvoj průmyslu navíc i strategický význam – továrny mohly sloužit v případě napadení státu pro zásobování vojenským materiálem.
Akce byly zřizovány buď na federální, republikové, nebo lokální úrovni. Byly vždy oficiálně dobrovolné (bezplatné) a mládež byla seskupována do tzv. brigád. Brigády nesly jména hrdinů partyzánského boje. Brigády organizoval Svaz komunistické mládeže Jugoslávie (SKOJ) který i politicky na brigády působil.
Již v březnu 1945 začali brigádníci s výstavbou 12,5 km dlouhé železniční tratě v blízkosti města Bor pro nákladní dopravu (dovoz dřeva). V souvislosti s rozvojem dopravní sítě v zemi, jejíž význam byl umocněn po ideové roztržce mezi Josipem Brozem Titem a Josifem Stalinem, byla mládež nasazena na výstavbu dalších tratí: Brčko–Banovići (1946), Nikšić–Titograd (1947), Kučevo–Brodice (1948), trať u Pančeva (1948), Ruma–Zvornik (1949), Banja Luka–Doboj (1951) a jiné. Za pomoci brigádníků ze všech svazových republik Jugoslávie (spolu s jednotkami JNA) vznikaly i továrny a jiné infrastrukturní objekty. Zmobilizovány byly tisíce lidí z celé země. Heslem brigádníků byl pokřik Mi gradimo prugu, pruga gradi nas! (My budujeme dráhu a dráha buduje nás), nebo "Za Koga? - Za Tita! Za Koga? Za Partiju! Tito, Partija, Omladina, Akcija" (Pro koho? Pro Tita! Pro koho? Pro stranu! Tito-Strana-Mládež-Akce)
Celkem 19 tisíc lidí (56 brigád) budovalo v blízkosti města Užice ohromný kombinát na zpracování mědi. Rozsáhlá továrna na výrobu těžkých strojů vznikla za přispění zhruba deseti tisíců brigádníků. Rovněž vznikla i řada hydroelektráren, meliorace polí, odvodňovací kanály…
Mládežnické brigády rovněž značnou měrou přispěly i k výstavbě Nového Bělehradu. Celkem 140 000 mladých lidí dokázalo vybudovat řadu objektů (např. Fakulta lesnictví, Hotel Jugoslávie, dům Kultury, studentské městečko…) a rozvoji několika dalších měst. V Sarajevu byl tímto způsobem vybudován stadion na Koševu.
Brigádníci pomáhali rovněž s výstavbou Dálnice Bratrství a jednoty. Ještě v závěru 40. let byla paralelně s řadou dalších velkých akcí vybudována 400 km dlouhá silnice (9 m široká) mezi Záhřebem a Bělehradem. Tím skončila první fáze výstavby. Druhou fázi odstartoval projev Josipa Broze na kongresu Svazu komunistické mládeže Jugoslávie v lednu 1958.
V závěru padesátých let tak dokázalo několik desítek tisíc lidí moderní silnici prodloužit z chorvatské metropole až do Lublaně. V létě 1959 poté byla zahájena výstavba i na úsecích Niš-Paraćin (SR Srbsko) a Negotino-Demir Kapija (SR Makedonie). Poslední úsek na trase Lublaň-Gevgelija byl dokončen u Bělehradu v roce 1963 po šesti letech od prvního prodloužení směrem k slovinské metropoli. Výstavby této silnice se účastnilo celkem 251 737 mladých lidí.

### Socialistická Jugoslávie
V šedesátých, sedmdesátých i osmdesátých letech byly v některých případech rovněž zřizovány masivní akce, neboť se SFRJ i nadále nedostávalo vhodných prostředků pro výstavbu infrastruktury. Přestože v šedesátých letech byla situace o něco lepší, zaostávání hospodářství během posledních let života Josipa Broze značně ohrozilo možnost investovat prostředky do rozvoje státu. Byla proto obnovena a rozšířena myšlenka původních akcí. V pohoří Sutjeska tak dokázalo několik tisíců lidí vybudovat rozsáhlé zázemí pro turistický ruch. Protipovodňová obrana Záhřebu (hráze na řece Sáva) byly rovněž vybudovány za pomoci mládežnických brigád, a to převážně v 70. letech.
Často se konaly jednodenní brigády, které měly za cíl zalesňování území poničeného dřívější těžbou dřeva, nebo jiným, ekologicky nehospodárným využíváním.
Poslední mládežnickou akcí byla výstavba tratě Tuzla–Zvornik, která se uskutečnila v druhé polovině 80. let.
Po rozpadu státu bylo zorganizováno několik menších akcí v několika zemích bývalé Jugoslávie. V Srbsku byla v roce 2014 uskutečněna akce pod názvem "ORA nije fora" (Pracovní akce není vtip), která měla za cíl vyčistit poničené koryto řeky a opravu silnic v okolí města Kraljevo.

## Význam

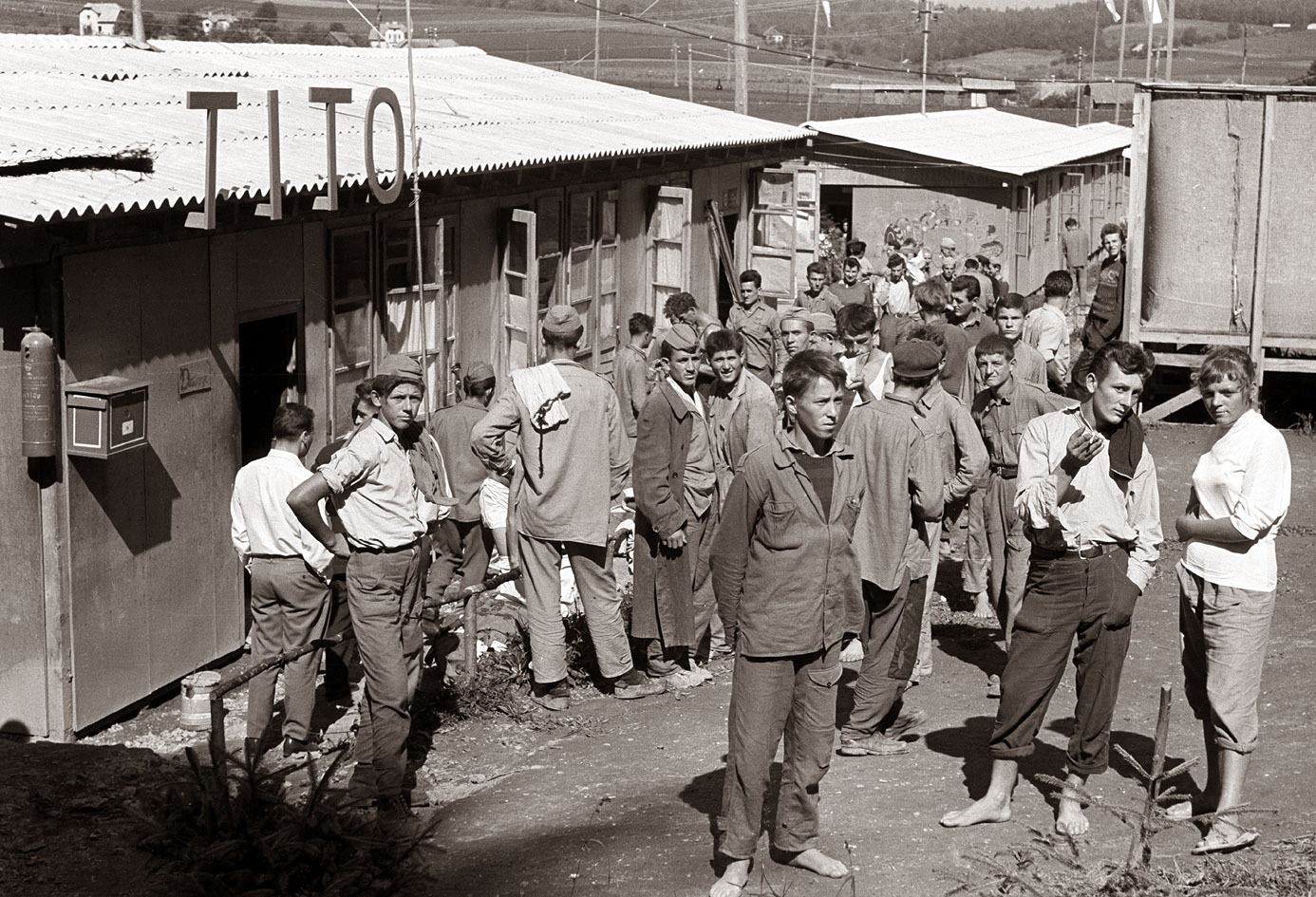
Kolonie brigádníků (1958)

Rozsáhlé akce, ne nepodobné akcím Z byly zřizovány především z toho důvodu, že se jugoslávskému státu po skončení války nedostávalo jak finančních prostředků (byť byly zemi zaplaceny nejvyšší reparace), tak stavební techniky. Jediným dostupným zdrojem však byla lidská síla. Po vzoru SFRJ začala velmi rychle podobné stavební brigády organizovat i sousední Albánie při výstavbě prvních železničních tratí.
Mobilizace veřejnosti k výstavbě infrastrukturních objektů se zapsala do povědomí státu. O brigádnících vznikla celá řada písní, nebo filmů (např. film Prekobrojna z roku 1962).
Každý brigádník vstával brzy ráno a v první polovině dne se věnoval těžké fyzické práci. Vybavení bylo skromné a životní podmínky těžké; mechanizace se nedostávalo (po roce 1948 zrušil SSSR dodávky pracovních strojů pro Jugoslávii) a často chyběly i nástroje. Ve večerních hodinách se ve vesnicích a městech v blízkosti staveniště poté konaly různé kurzy (fotografování, rádio, kino…) a společenské akce. Rovněž se konaly akce sportovní. Kurzy vždy organizovaly vzdělávací organizace té konkrétní republiky.